# Gillian Rolton
Gillian Rolton (Adelaide, 3 mei 1956 – Adelaide, 18 november 2017) was een Australisch amazone gespecialiseerd in eventing.

## Loopbaan
Rolton nam tweemaal deel aan de Olympische Zomerspelen. Beide keren maakte zij deel uit van de winnende Australische ploeg, beide keren op de rug van Peppermint Grove. Tijdens de Olympische Zomerspelen 1992 behaalde zij de 23e plaats individueel, vier jaar later nam ze niet deel aan de individuele wedstrijd.
Ze stierf in 2017 op 61-jarige leeftijd aan kanker.

## Resultaten
- Olympische Zomerspelen 1992 in Barcelona 23e individueel eventing met Peppermint Grove
- Olympische Zomerspelen 1992 in Barcelona  landenwedstrijd eventing met Peppermint Grove
- Olympische Zomerspelen 1996 in Atlanta  landenwedstrijd eventing met 	Peppermint Grove

1912: Nordlander, Adlercreutz, Casparsson,  Horn af Åminne ·
1920: Mörner, Lundström, von Braun,  Dyrsch ·
1924: Van der Voort van Zijp, Pahud de Mortanges, De Kruijff,  Colenbrander ·
1928: Pahud de Mortanges, De Kruijff, Van der Voort van Zijp ·
1932: Thomson, Chamberlin, Argo ·
1936: Stubbendorf, Lippert, von Wangenheim ·
1948: Henry, Anderson, Thomson ·
1952: von Blixen-Finecke, Stahre, Frölén ·
1956: Weldon, Rook, Hill ·
1960: Morgan, Lavis, Roycroft ·
1964: Checcoli, Angioni, Ravano ·
1968: Allhusen, Meade, Jones ·
1972: Meade, Gordon-Watson, Parker, Phillips ·
1976: Coffin, Plumb, Davidson, Tauskey ·
1980: Blinov, Salnikov, Volkov, Rogosjin ·
1984: Plumb, Stives, Fleischmann, Davidson ·
1988: Erhorn, Baumann, Kaspareit, Ehrenbrink ·
1992: Green, Rolton, Hoy, Ryan ·
1996: Schaeffer, Rolton, Hoy, Dutton ·
2000: Dutton, Hoy, Tinney, Ryan ·
2004: Boiteau, Lyard, Courrèges, Teulère, Touzaint ·
2008: Thomsen, Ostholt, Dibowski, Klimke, Romeike ·
2012: Auffarth, Jung, Klimke, Schrade, Thomsen ·
2016: Laghouag, Lemoine, Nicolas, Vallette ·
2020: Collett, McEwen, Townend ·
2024: Canter, Collett, McEwen
- Australian Women's Register: AWE2272b
- International Standard Name Identifier: 0000 0000 4312 782X
- Library of Congress Control Number: nb2003034315
- Virtual International Authority File: 24109365
- WorldCat: E39PBJk8Yxtdv6FGHqTvJvCCwC